# جون فيرغسون وير
جون فيرغسون وير (بالإنجليزية: John Ferguson Weir)‏ هو رسام أمريكي، ولد في 28 أغسطس 1841 في West Point, New York ‏ في الولايات المتحدة، وتوفي في 8 أبريل 1926 في بروفيدنس في الولايات المتحدة.